# Хомец
Хомец (укр. Хомець) — село в Золочевской городской общине Золочевского района Львовской области Украины.
Население по переписи 2001 года составляло 26 человек. Занимает площадь 0,116 км². Почтовый индекс — 80713. Телефонный код — 3265.